# Gypsophila turkestanica
Gypsophila turkestanica är en nejlikväxtart som beskrevs av Boris Konstantinovich Schischkin. Gypsophila turkestanica ingår i släktet slöjor, och familjen nejlikväxter. Inga underarter finns listade i Catalogue of Life.